# Máragyulafalva
Máragyulafalva (románul: Giulești, németül: Ludwigsdorf, jiddisül ז'יולשט) falu Romániában, Máramaros megyében, a történeti Máramarosban.

## Fekvése
Máramarosszigettől 14 kilométerre délre, a Mára partján fekszik.

## Nevének eredete
Első említését egy 1317-ben kelt oklevél 1349-ből fennmaradt másolatában találjuk. Ennek tanúsága szerint mind magyar, mind román nevét az alapító Drágos kenéz Gyula (Giulea) nevű fiáról kapta. 1355-ben Gyulahaza, 1385-ben Gywlafalwa.

## Története
A legpatinásabb máramarosi román kisnemesi falu volt, családjai a vármegye irányításában is gyakran szerephez jutottak. Az alapító kenézi család a 14. században kiterjedt birtokokat szerzett, később több részre szakadt, és a különböző ágak közül több más falvakban települt le. Innen írták nemesi előnevüket többek között a Bandra, Berche, Czinczas, Fejér, Ficze, Gyula, Ivanka, Nemes, Pap, Perse, Rednik, Stibor és Vlád családok. Maga Máragyulafalva túlnyomóan nemesi falu maradt, amire jellemző, hogy 1848-ban mindössze két jobbágycsaládot szabadítottak föl. 1956-ban különvált tőle Gyulamonostor. Egyike azon kevés falvaknak Romániában, ahol a 2002-es népszámláláskor a lakosság relatív többségét a görögkatolikus felekezet alkotta.
1838-ban 1108 görögkatolikus és 16 zsidó vallású lakosa volt.
1910-ben 1821 lakosából 1615 volt román, 174 német (jiddis) és 32 magyar anyanyelvű; 1628 görögkatolikus és 175 zsidó vallású.
2002-ben 1178 lakosából 1172 volt román nemzetiségű; 561 görögkatolikus és 529 ortodox vallású.

## Látnivalók
- Jelenlegi görögkatolikus temploma 1888-ban épült. A templomkertben azonban feltárták egy 14. században épített, valószínűleg kenézi alapítású kőtemplom alapfalait. A félkörös záródású szentéllyel épített templom hajója belülről 8,8 × 5,5 méteres, az eredeti templom kívülről 15 × 7,2 méteres volt. Ehhez Luxemburgi Zsigmond uralkodása idején tornyot, a 16. vagy 17. században pitvart építettek.
- A Mihali (Mihályi) család 1826-ban épült faházát eredeti helyén helyreállították és múzeumot alakítottak ki benne. A kiállítási tárgyak egy része arra emlékeztet, hogy 1918-ban akkori tulajdonosa, dr. Ilie Lazar innen indult el a máramarosi román küldöttekkel a gyulafehérvári gyűlésre.
- Köcsögfák.
- A Valea Brazilor patak folyása mentén, egy két kilométer átmérőjű egykori vulkáni kráterben egy tőzegláp és egy erdős láp található. Mindkettő kb. 15–20 hektár területű. A kettő elágazása három hektáros területen természetvédelmi terület. Itt található a havasi törpefenyő legalacsonyabb, 970 méteres tengerszint feletti előfordulása Romániában.

## Híres emberek
- Itt született 1722-ben Atanasie Rednic görögkatolikus püspök.
- Itt született 1891-ben Perr Viktor Sixtus római katolikus lelkész, kisgazda politikus, a pécsi Emericanum igazgatója.